# Västra Frölunda pastorat
Västra Frölunda pastorat är ett pastorat i Göteborgs södra kontrakt i Göteborgs stift i Göteborgs kommun i Västra Götalands län. 
Pastoratet bildades 2018 genom samgånde av nedanstående församlingar som tidigare utgjort egna pastorat:
- Västra Frölunda församling vars pastorat tidigare burit detta namn
- Älvsborgs församling
- Tynnereds församling
- Näsets församling
- Styrsö församling

Pastoratskod är 080111.